# 君と歩く世界
『君と歩く世界』（きみとあるくせかい、原題: De rouille et d'os、英題: Rust and bone）は、ジャック・オーディアール監督による2012年のフランス・ベルギーの映画作品である。出演はマリオン・コティヤールとマティアス・スーナールツである。クレイグ・デイヴィッドソンによる同名の短編集を原作としている。シャチのトレーナーと恋に落ちる25歳の失業者の物語である。第65回カンヌ国際映画祭ではコンペティション部門でパルム・ドールを競った。

## あらすじ
離婚したアリは幼い息子のサムを連れて、南フランスの海辺の町に住む妹夫婦の家に転がり込んだ。斡旋人にベルギーでボクシングやムエタイのチャンピオンだったと売り込み、ディスコの用心棒の職を得るアリ。
町の、マリンパークでシャチの調教師をしているステファニーは、深夜のディスコで酔っぱらいに絡まれた。ステファニーを助け、家まで送って電話番号を書き残すアリ。翌日、シャチのショーの最中に事故にあったステファニーは、病院で目覚めた時、両足の膝から下を失っていた。
退院後、何ヶ月も外出せずに車椅子で暮らすステファニー。寂しさから、まだ持っていたアリの番号に電話すると、アリは彼女を強引に外へ連れ出した。海で泳ぎ、元気が出てくるステファニー。
仕事先で知り合ったマルシャルから、賭け試合への参加を勧められるアリ。客を集めた路上で、全身を武器に殴り合う格闘技で、セコンドのマルシャルの車にステファニーも乗せて遠征し、闘うアリ。ステファニーは事故後も性行為ができるか確かめるという名目でアリと付き合い始めた。女好きなアリも、あくまでも、無料の業者感覚の交際だった。
マルシャルの本業は、あちこちの大型店への監視カメラの設置だった。客用ではなく従業員の仕事ぶりを調べるカメラで違法だが、設置の助手も引き受けるアリ。だが、従業員たちがカメラの存在に気がついた。マルシャルはしばらく姿を隠すことになり、格闘技のセコンドをステファニーに依頼した。
慣れない男社会の仕事だが、夢中になるステファニー。二人の仲は深まったが、アリが仕掛けた監視カメラのせいで、姉が仕事先を解雇されてしまった。家を出て行くよう要求されて、ステファニーに一言もなく、息子のサムを置いて姿を消すアリ。
地方のボクシングジムで熱心にトレーニングするアリ。冬になる頃には来月の試合も決まっていた。姉は別の職を得てサムの面倒も引き受け、トラック運転手の義兄は、半日だけ父子を会わせる為に、サムを助手席に乗せて来てくれた。
サムと近くの凍った湖で遊ぶアリ。だが、氷が割れてサムが水中に落ちてしまった。厚く張った氷の下まで流されたサムを救う為に、素手で氷を割るアリ。サムは一命を取り留めたが、アリは両手の指を骨折した。サムを案じて電話をかけて来たステファニーに、「愛してる」と告白するアリ。
数ヶ月後、笑顔のステファニーと元気になったサムを伴って、試合前のインタビューを受け、フラッシュを浴びるアリの姿があった。

## キャスト
※括弧内は日本語吹替
- ステファニー - マリオン・コティヤール（魏涼子）

シャチのトレーナー。
- アリ - マティアス・スーナールツ（神尾佑）

警備員として働く格闘家。
- サム - アルマン・ヴェルデュール（小林由美子）

アリの息子。
- ルイーズ - セリーヌ・サレット（宮下典子）

ステファニーの友人。
- アナ - コリンヌ・マシエロ（フランス語版）（野沢由香里）

アリの姉。スーパーのレジ係。
- マルシャル - ブーリ・ランネール（フランス語版）

監視カメラ設置業者。
- リシャール - ジャン＝ミシェル・コレイア

アナの夫。

## 製作
本作はホワイ・ノット・プロダクションズが1540万ユーロで製作した。他にフランス2シネマ、ページ114、ベルギーのLes Films du Fleuveが共同製作した。2011年10月4日より8週間かけて撮影が行われた。ロケはアンティーブ、カンヌ、ベルギー、パリ、北フランス、ワルシャワで行われた。

## 公開

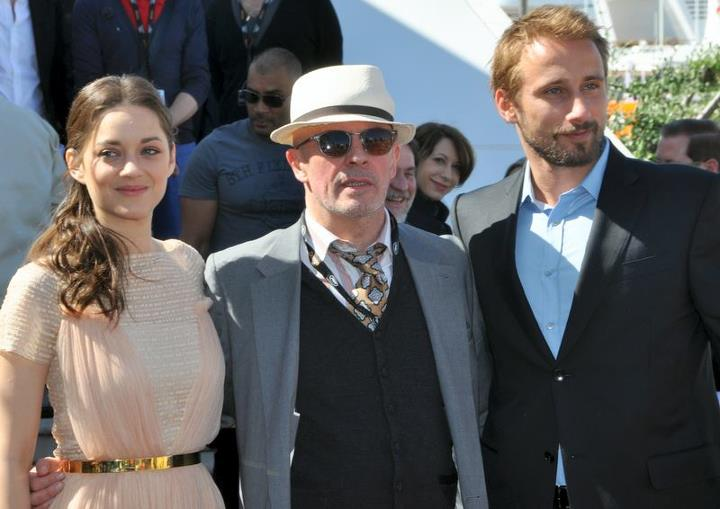
第65回カンヌ国際映画祭でのマリオン・コティヤール、ジャック・オーディアールマティアス・スーナールツ。

2012年5月17日に第65回カンヌ国際映画祭コンペティション部門でプレミア上映された。フランスとベルギーでは同日にUGC Distributionより一般公開された。イギリスのStudioCanal UKが配給権を買い、2012年11月2日に公開された。アメリカ合衆国では2012年11月23日より限定公開される。

### 受賞とノミネート
| 映画祭・賞                             | 部門                            | 候補                                                 | 結果       |
| -------------------------------------- | ------------------------------- | ---------------------------------------------------- | ---------- |
| 第65回カンヌ国際映画祭                 | パルム・ドール                  | ジャック・オーディアール                             | ノミネート |
| 第38回セザール賞                       | 作品賞                          |                                                      | ノミネート |
| 第38回セザール賞                       | 監督賞                          | ジャック・オーディアール                             | ノミネート |
| 第38回セザール賞                       | 主演女優賞                      | マリオン・コティヤール                               | ノミネート |
| 第38回セザール賞                       | 有望若手男優賞                  | マティアス・スーナールツ                             | 受賞       |
| 第38回セザール賞                       | 脚色賞                          | ジャック・オーディアール トーマス・ビデガン          | 受賞       |
| 第38回セザール賞                       | 撮影賞                          | ステファーヌ・フォンテーヌ                           | ノミネート |
| 第38回セザール賞                       | 編集賞                          | ジュリエット・ウェルフラン                           | 受賞       |
| 第38回セザール賞                       | 作曲賞                          | アレクサンドル・デプラ                               | 受賞       |
| 第38回セザール賞                       | 音響賞                          | Brigitte Taillandier Pascal Villard Jean-Paul Hurier | ノミネート |
| 第70回ゴールデングローブ賞             | 主演女優賞 (ドラマ部門)         | マリオン・コティヤール                               | ノミネート |
| 第70回ゴールデングローブ賞             | 外国語映画賞                    |                                                      | ノミネート |
| 第66回英国アカデミー賞                 | 主演女優賞                      | マリオン・コティヤール                               | ノミネート |
| 第66回英国アカデミー賞                 | 非英語作品賞                    |                                                      | ノミネート |
| 第28回インディペンデント・スピリット賞 | 外国映画賞                      |                                                      | ノミネート |
| 第18回クリティクス・チョイス・アワード | 主演女優賞                      | マリオン・コティヤール                               | ノミネート |
| 第18回クリティクス・チョイス・アワード | 外国映画賞                      |                                                      | ノミネート |
| ロンドン映画祭                         | 作品賞                          | ジャック・オーディアール                             | 受賞       |
| Cabourg Romantic Film Festival         | Best Film (Meilleur film)       | ジャック・オーディアール                             | 受賞       |
| Telluride Film Festival                | Silver Medallion                | マリオン・コティヤール                               | 受賞       |
| Hollywood Film Festival                | 女優賞                          | マリオン・コティヤール                               | 受賞       |
| World Soundtrack Awards                | Soundtrack Composer of the Year | アレクサンドル・デプラ                               | ノミネート |